# Gazsur Mátyás
Gazsur Mátyás (Matthias Gazur, Mosóc, Turóc vármegye, 1588 körül – ?) tanító.

## Élete
Gyermekkorában árván maradt; ekkor Lochmann Mátyás és Fabiani Tamás pártfogásába ajánlották, kik őt a legjobb tanítók gondviselése alá adták. Elvégezvén tanulását, Lochmann Mátyás kivánatára, de akarata ellenére, necpáli tanítóvá lett; azonban, hogy mily elégületlen volt ezen állásával, tanúsítják Lochmann Jánoshoz 1615-ben irt sorai: "Az árvai, liptói és turóczi kenyértől óvakodjál, kedves atyámfia, mint a tűztől; városba, valami városba vágyakozzál velem együtt." Hozzá tevé még: "A munka sok, a szivesség ritka vagy épen semmi, az ifjúság vásott." Onnan Illavára hivta Osztrosith István, kinek három fiát s több nemes családéit nevelte. Itt már elismeréssel találkozott, mert Osztrosith nemcsak szabad házat adott neki Illaván, hanem II. Ferdinándtól nemességet is eszközölt ki számára.

## Munkái
- Enneas Diuersi generis Epithalamiorum solennitati Nuptiarum Spectabilis ac Magnifici Domini Pauli Ostrosith De Ghiletinz,... Magnificam Et Selectissimam Dominam Evam Vifalusi Spectabilis ac Magnifici Qvondam Domini Francisci Zai Relictam in Matrimonium ducentis Die 17. Januarij. Anno Sedeci-Centeno, Deno quater, atq. Noueno, A Gnato nato, Virgo Maria, tuo: artificiose ac sine omni elisione Fabrefacta a Matthia Gazur... paraetacti Domini Sponsi, ut et duorum caeterorum Dominorum eiusdem Fratrvm, quondam Praeceptore, nunc Seruitore, Trenczinii, 1649.
- Pia simul et exquisita Sanctissimvm Unius quidem, Totius tamen Generis Humani Salvatoris Nomen Proprium unum, Nuncupativa vero XCIX. concernens Meditatio: Quam Diuturno, et quidem periculoso Morbo liberatus, Votiqu. in eodem Archiatro Jesu facti reus, Elegiaco, Elisionis ignaro, Carmine accurate lucubravit: Atque... Universitati Dominorum Magnatum et Nobilium Inclyti Comitatus Trenchiniensis: Pro strena... In luculentum Obedientiae decentis documentum. M. Gazur... Aetatis suae Anno LXIII. Trenczinii. (1651.) (E költeményhez hexametert csatolt, melyet számtalanszor lehet a hexameter szabályainak sérelme nélkül összevissza forgatni. A hexameter ez.: Sol, ros, lex, spes, rex, lux, pax sis mihi Jesu.)
- A. A. A. Lachrymae Skuper Immaturum. piissimum tamen Obitum... Domini Pavli Ostrozith De Ghyletincz... Qui Magno supersitum Dn. Fratrum, totiusque Familiae; magno Dominorum Magnatum & Nobilium magno Ecclesiarum & Scholarum; magno Rerumpub. Servitorum, Subditorumq. dolore contigit in Arce Illava Die XVII. Oct. An. M. DC. LII. In Honorem ac Gratitudinem Discipulo primum suo carissimo, tandem Nutritio liberalissimo restandam, Pfofusae à... Trenczinii, 1652.
- Delineatio insignium Ostrosithianorum et Gazurianorum. Trenczinii, 1652.
- Colossi Hymenaei nomini (honori Admodum Reverendi... Viri Dn. M. Zachariae Kalinkii Antistitis Ecclesiae Cassensis meritissimi, Sponsi: Nec non Generosae Virginis Helenae Marsovvsky, Generosi... Domini Pauli Marsovvsky, Filiae dilectae Sponsae, erecti ab Amicis & Vicinis Die 5. Februarij... Trenczinii, 1655.
- Epicedion in obitum Susannae Corvini. Trenczinii, 1655.
- Mnema Funereum Viri Reverendi Clarissimi... Dn. M. Zachariae Kalinkii Rozenbergensis, Ecclesiaste Cassensis Fidelissimi: Qui Post ardentes ad Thronum Gratiae ac Misericordiae Dei preces & suspiria intima, ex hac lacrymarum valle in laestissimum Coeli... placidissime translatus est... Trenczinii, 1656.

Vannak más munkái is, melyeket Schmal hallgatással mellőzött. 